# Банкноты Ирландии

Фунт серии В в обращении в 1976—1993 годах.

Ирландское свободное государство, впоследствии известное как Республика Ирландия и её правительство, в середине 1920-х годов для разработки своих собственных монет и банкнот для первого выпуска национальной валюты, решило привязать валюту к Английскому фунту стерлингов, который был принят в качестве основы для создания национальных банкнот и монет. С 10 сентября 1928 года началось обращение национальной валюты.

## История
Когда государство Ирландия появилось в 1922 году, три категории банкнот были в обращении. Они состояли из векселей, выпущенных Банком Англии, векселей Министерства финансов Великобритании и ценных бумаг шести ирландских банков, которые существовали в то время[уточнить].
В 1926 году была создана Банковская комиссия по эмиссии облигаций, чтобы определить, какие изменения были необходимы для создания банкнот. Председателем комиссии был профессор Henry Parker Willis Комиссия получила полномочия:
«Рассмотреть и представить доклад министру финансов Ирландии, какие изменения, если таковые имеются, в законе относительно вопроса банковских операций и отметить необходимые меры, связанные с созданием национальной валюты.»
Комиссия представила доклад в январе 1927 года, рекомендовав создание валюты для государства, которая будет иметь в качестве основы Английский Фунт стерлингов по курсу обмена один-к-одному. Новая валюта получила название «Saorstát pound».

## Ирландский фунт
До появления евро были выпущены три серии банкнот. Они обычно называются банкнотами «серии А», «серии B» и серии «С».

### 1928—1977: Серия A
Первая серия банкнот была разработана Валютной комиссией и отпечатана в Лондоне. Банкноты были достоинством в £ 1, £ 5, £ 10, £ 20, £ 50, и 100 фунтов. Каждая банкнота имела портрет женщины, как полагают, Леди Лавери — жена художника Сэра Джона Лавери, которому было поручено разработать эту серию банкнот.
Доминирующей темой этих банкнот стали реки Ирландии. Хотя была некоторая неопределенность в отношении того, где находились эти реки, он решил, что реки в обеих странах в Ирландии и в Северной Ирландии будут на банкнотах. Серия содержала водяной знак Head of Erin.

### 1929—1953: Сводные банкноты
Эта серия банкнот не имели правовую силу, и по существу были эквивалентно «векселям», которые продолжают хождение в некоторых банках в Великобритании. Банкноты были отпечатаны в качестве переходной меры для восьми банков: Банк Ирландии, Хиберниан банк, Мюнстер и Ленстер банк, Национальный банк, Северный банк, Провинциальный банк Ирландии, Королевский банк Ирландии и Ольстерский банк. Эти банкноты были отпечатаны между 6 мая и 10 июня 1929 в рамках банковского механизма, в котором эти банки их использовали. Известно что последняя серия банкнот отпечатана в 1941 году, они были официально выведены из оборота 31 декабря 1953 года.
Каждая банкнота содержит общий рисунок: человек пашет на поле с двумя лошадьми на аверсе. На реверсе изображены: £ 1 (дом в Дублине), £ 5 (мост святого Патрика, в городе Корк), 10 фунтов стерлингов (Строительство, Фостер Плейс, Дублин), 20 фунтов стерлингов (Скала Кашэл, в графстве Типперэри), 50 фунтов стерлингов (Крох Патрик, в графстве Мейо) и £ 100 (Киллини, в графстве Дублин).

### 1976—1993: Серия B
Эта серия называется серией «B», чтобы отличить их от банкнот первой серии А. Они были разработаны по заказу Центрального банка Ирландии, и введены в обращение в период между 1976 и 1982 годами. Были введены банкноты следующих номиналов: £ 1, £ 5, £ 10, £ 20, £ 50 и £ 100. £ 100.
Темой, выбранной для этих банкнот, стала История Ирландии. Каждая банкнота имела портрет государственного деятеля, от древней эпохи до современности. Портрет леди Лавери, из серии А, был сохранен, но на этот раз в качестве водяного знака.

### 1992—2001: Серия С
Эта серия получила название серии «С» и стала результатом конкурса, проведенного в 1991 году, в котором участвовали девять ирландских художников, которым было предложено нарисовать эскизы для оформления этой серии банкнот. Победителем и дизайнером серии стал Роберт Баллах. Эта серия имела банкноты следующих номиналов: £ 5, £ 10, £ 20, £ 50 и £ 100, а 1 ирландский фунт стал монетой. Эта серия была введена в короткие сроки, была выпущена новая банкнота £ 20 с большими степенями защиты, после того как в основном банкнота £ 20 серии B подделывалась фальшивомонетчиками. Последней банкнотой серии С стала 50 фунтов стерлингов, которая была выпущена в 2001 году.
Темой для этой серии были люди, которые способствовали формированию современной Ирландии, и с этой целью на банкнотах были изображены политики, учёные, писатели и религиозные деятели.

## Евро
Центральный банк Ирландии, производит Банкноты евро в Дублине.
Как правило, центральные банки в Еврозоне обеспечивают банкнотами одного номинала каждого года, согласно требованию и распределения (определяется ЕЦБ). Например, в 2005 году Центральный банк Ирландии выпускал банкноты € 10. Банкноты, произведённые в других странах Еврозоны, имеют хождение наряду с банкнотами евро, выпущенными в Ирландии, страну происхождения для любой банкноты евро можно определить по одной букве префикса серийного номера. Банкноты, выпущенные в Ирландии, могут быть определены префиксом «Т» по серийному номеру.
Ещё одна сложность в том, что само печатание банкнот совсем не обязательно должно проводиться в стране, в которой выпускаются банкноты данного серийного номера. Любые ценные бумаги, напечатанные Центральным банком Ирландии, имеют букву «К» на лицевой стороне ценной бумаги.
Центральный банк Ирландии в настоящее время не печатает банкноты € 200 и € 500, хотя они являются законным платёжным средством в стране.